# Правительство Казахстана
Правительство Республики Казахстан (каз. Қазақстан Республикасының Үкіметі) — коллегиальный орган, осуществляющий исполнительную власть Республики Казахстан; возглавляет систему исполнительных органов и руководит их деятельностью.
Правительство образуется Президентом Республики Казахстан в порядке, предусмотренном Конституцией.

## История
30 августа 1995 года был проведён референдум о принятии новой Конституции страны. Новый основной закон страны заложил основу для создания государственных органов независимого Казахстана. Так, после референдума для обеспечения реализации норм Конституции и деятельности новых государственных органов был принят целый ряд конституционных законов регламентирующих их полномочия и функции. Например, Конституционный закон «О выборах в Республике Казахстан», Конституционный закон «О Президенте Республики Казахстан», Конституционный закон «О Парламенте Республики Казахстан и статусе его депутатов», в том числе и Конституционный закон «О Правительстве Республики Казахстан» он был принят 18 декабря 1995 года. 21 февраля президент Казахстана распустил правительство. 
5 января 2022 года на фоне протестов президент Казахстана Касым-Жомарт Токаев отправил правительство Аскара Мамина  в отставку, исполняющим обязанности премьер-министра был назначен Смаилов Алихан Асханович.
11 января 2022 года было утверждено новое правительство во главе с Алиханом Смаиловым.
5 февраля 2024 года Президент Казахстана Касым-Жомарт Токаев принял отставку правительства во главе с Алиханом Смаиловым. 6 февраля сформирован новый кабинет министров под председательством Олжаса Бектенова

## Действующее правительство
Действующий состав правительства под руководством Олжаса Бектенова.
| Должность                                                              | Имя и фамилия       | Дата вступления в должность    |
| ---------------------------------------------------------------------- | ------------------- | ------------------------------ |
| Премьер-министр                                                        | Олжас Бектенов      | 6 февраля 2024                 |
| Заместители премьер-министра                                           |                     |                                |
| Первый заместитель Премьер-министра                                    | Роман Скляр         | 6 февраля 2024 (переназначен)  |
| Заместитель Премьер-министра — Министр иностранных дел                 | Мурат Нуртлеу       | 6 февраля 2024 (переназначен)  |
| Заместитель Премьер-министра — Министр национальной экономики          | Серик Жумангарин    | 21 декабря 2024                |
| Заместитель Премьер-министра                                           | Канат Бозумбаев     | 31 марта 2024                  |
| Заместитель Премьер-министра                                           | Ермек Кошербаев     | 14 февраля 2025                |
| Заместитель Премьер-министра — Руководитель Аппарата правительства     | Галымжан Койшыбаев  | 6 февраля 2024 (переназначен)  |
| Министры                                                               |                     |                                |
| Министр внутренних дел                                                 | Ержан Саденов       | 6 февраля 2024 (переназначен)  |
| Министр водных ресурсов и ирригации                                    | Нуржан Нуржигитов   | 6 февраля 2024 (переназначен)  |
| Министр здравоохранения                                                | Акмарал Альназарова | 6 февраля 2024                 |
| Министр промышленности и строительства                                 | Ерсайын Нагаспаев   | 28 февраля 2025                |
| Министр культуры и информации                                          | Аида Балаева        | 6 февраля 2024 (переназначена) |
| Министр науки и высшего образования                                    | Саясат Нурбек       | 6 февраля 2024 (переназначен)  |
| Министр обороны                                                        | Даурен Косанов      | 8 июня 2025                    |
| Министр просвещения                                                    | Гани Бейсембаев     | 6 февраля 2024 (переназначен)  |
| Министр сельского хозяйства                                            | Айдарбек Сапаров    | 6 февраля 2024 (переназначен)  |
| Министр торговли и интеграции                                          | Арман Шаккалиев     | 6 февраля 2024 (переназначен)  |
| Министр транспорта                                                     | Нурлан Сауранбаев   | 30 июня 2025                   |
| Министр труда и социальной защиты населения                            | Светлана Жакупова   | 6 февраля 2024 (переназначена) |
| Министр туризма и спорта                                               | Ербол Мырзабосынов  | 2 сентября 2024                |
| Министр финансов                                                       | Мади Такиев         | 6 февраля 2024                 |
| Министр цифрового развития, инноваций и аэрокосмической промышленности | Жаслан Мадиев       | 6 мая 2024                     |
| Министр экологии и природных ресурсов                                  | Ерлан Нысанбаев     | 6 февраля 2024 (переназначен)  |
| Министр энергетики                                                     | Ерлан Аккенженов    | 19 марта 2025                  |
| Министр юстиции                                                        | Ерлан Сарсембаев    | 9 января 2025                  |
| Министр по чрезвычайным ситуациям                                      | Чингис Аринов       | 6 февраля 2024                 |

## Правительство

### Функции Правительства
Правительство Республики Казахстан осуществляет следующие функции:
- разрабатывает основные направления социально-экономической политики государства, его обороноспособности, безопасности, обеспечения общественного порядка и организует их осуществление;
- разрабатывает и представляет Парламенту республиканский бюджет и отчет о его исполнении, обеспечивает исполнение бюджета;
- вносит в Мажилис проекты законов и обеспечивает исполнение законов;
- организует управление государственной собственностью;
- вырабатывает меры по проведению внешней политики Республики;
- руководит деятельностью министерств, государственных комитетов, иных центральных и местных исполнительных органов;
- отменяет или приостанавливает полностью или в части действие актов министерств, государственных комитетов, иных центральных и местных исполнительных органов Республики;
- назначает на должность и освобождает от должности руководителей центральных исполнительных органов, не входящих в состав Правительства;
- назначает на пятилетний срок на должность четырёх членов Счетного комитета по контролю за исполнением республиканского бюджета;
- выполняет иные функции, возложенные на него Конституцией, законами и актами президента.

### Члены Правительства
Член Правительства Республики Казахстан приносит народу и президенту Казахстана присягу следующего содержания:      
Перед народом и президентом Республики Казахстан торжественно клянусь посвятить все свои силы и знания делу экономического и духовного развития моей Родины — Республики Казахстан, строго соблюдать Конституцию и законы государства, во всех своих действиях следовать принципам законности и справедливости, гражданского и межнационального согласия, верно служить народу Казахстана, укреплять государственность и авторитет моей страны в мировом сообществе. Клянусь.
Члены Правительства Республики Казахстан не вправе:
- быть депутатами представительного органа;
- занимать иные оплачиваемые должности, кроме преподавательской, научной или иной творческой деятельности;
- осуществлять предпринимательскую деятельность;
- входить в состав руководящего органа или наблюдательного совета коммерческой организации.

### Срок полномочий Правительства
Правительство действует в пределах срока полномочий Мажилиса Парламента и слагает свои полномочия перед вновь избранным Мажилисом Парламента Республики. Правительство республики исполняет свои обязанности до утверждения нового состава Правительства Республики Казахстан.

### Подотчетность и ответственность
Правительство во всей своей деятельности ответственно перед Парламентом и Президентом Республики.
Члены Правительства самостоятельны в принятии решений в пределах своей компетенции и несут персональную ответственность перед Премьер-министром за работу подчинённых им государственных органов.

## Структура
Правительство возглавляет систему исполнительных органов власти и осуществляет руководство их деятельностью. Правительство является коллегиальным органом, образуемым президентом Казахстана в составе премьер-министра, его заместителей, министров и иных должностных лиц Республики. Глава правительства — Премьер-министр назначается Президентом Казахстана с согласия Мажилиса Парламента (нижняя палата). Министры назначаются Президентом, с согласия профильного комитета Парламента Республики.
Структуру правительства образуют министерства и иные центральные исполнительные органы республики. К числу последних относятся центральные исполнительные органы власти, не входящие в состав Правительства. Таким образом, если состав Правительства формируют должностные лица, возглавляющие соответствующие исполнительные органы, то структуру правительства формируют государственные органы. Правительство во всей своей деятельности ответственно перед Президентом Казахстана, а в отдельных случаях, перед Парламентом.
Предложения о структуре и составе Правительства вносятся президенту премьер-министром в течение 10 дней после назначения последнего.
Заседания Правительства проводятся не реже одного раза в месяц и созываются премьер-министром либо президентом Республики.
| Название ведомства     | 01.01.2015 | 01.01.2016 | 01.01.2017 | 01.01.2018 | 01.01.2019 | 01.01.2020 | 01.01.2021 | 01.01.2022 | 01.01.2023 | 01.01.2024 | 01.01.2024 | 01.01.2025 |
| ---------------------- | ---------- | ---------- | ---------- | ---------- | ---------- | ---------- | ---------- | ---------- | ---------- | ---------- | ---------- | ---------- |
| министерства           |            |            |            |            |            |            |            | 18         | 19         | 21         | 21         |            |
| агентства              |            |            |            |            |            |            |            | 6          | 6          | 6          | 6          |            |
| комитеты (министерств) |            |            |            |            |            |            |            |            |            |            | 67         |            |

### Министерства
В состав Правительства входит 21 министерство на 05.09.2023 (в скобках год принятия нынешнего название):
1. Министерство внутренних дел Республики Казахстан (1991)
2. Министерство обороны Республики Казахстан (1991)
3. Министерство иностранных дел Республики Казахстан (1991)
4. Министерство финансов Республики Казахстан (1991)
5. Министерство сельского хозяйства Республики Казахстан (1991)
6. Министерство юстиции Республики Казахстан (1991, 1997)
7. Министерство здравоохранения Республики Казахстан (1992, 2001, 2017)
8. Министерство национальной экономики Республики Казахстан (2014)
9. Министерство энергетики Республики Казахстан (2014)
10. Министерство труда и социальной защиты населения Казахстана (1996, 2017)
11. Министерство цифрового развития, инноваций и аэрокосмической промышленности Республики Казахстан (2019)
12. Министерство торговли и интеграции Казахстана (2019)
13. Министерство по чрезвычайным ситуациям Казахстана (2004, 2020)
14. Министерство просвещения Республики Казахстан (2022)
15. Министерство науки и высшего образования Республики Казахстан (2022)
16. Министерство экологии и природных ресурсов Казахстана (2023)
17. Министерство водных ресурсов и ирригации Республики Казахстан (2023)
18. Министерство транспорта Казахстана (2023)
19. Министерство туризма и спорта Казахстана (2004, 2023)
20. Министерство культуры и информации Казахстана (2006, 2023)
21. Министерство промышленности и строительства Республики Казахстан (2023)

### Бывшие министерства
1. Министерство образования и науки Республики Казахстан (1999-2022)
2. Министерство культуры и спорта Республики Казахстан (2014—2023)
3. Министерство информации и общественного развития Республики Казахстан (2019—2023)
4. Министерство индустрии и инфраструктурного развития Республики Казахстан (2018—2023)
5. Министерство экологии, геологии и природных ресурсов Казахстана (2019—2023)
6. Министерство по делам государственной службы Республики Казахстан (2015—2016)
7. Министерство здравоохранения и социального развития Республики Казахстан (2014—2017)
8. Министерство индустрии и новых технологий Казахстана (2004?-2014)
9. Министерство нефти и газа Казахстана (1994—1997)
10. Министерство охраны окружающей среды Казахстана (2002—2012?)
11. Министерство связи и информации Казахстана (2010—2012)
12. Министерство регионального развития Республики Казахстан (2013—2014)
13. Министерство транспорта и коммуникаций Казахстана (2004—2014)
14. Министерство экономического развития и торговли Казахстана (2010—2013)
15. Министерство промышленности и торговли Казахстана
16. Министерство государственных доходов Республики Казахстан (1998—2002)
17. Министерство информации и коммуникаций Казахстана (2016—2019)
18. Министерство по инвестициям и развитию Республики Казахстан (2014—2018)

### Акимы
Акимы 17 областей, столицы Республики и городов республиканского значения Алматы и Шымкента также входят в состав Правительства Казахстана.
1. Акимат Астаны
2. Акимат Алматы
3. Акимат Шымкента
4. Абайский областной акимат
5. Акмолинский областной акимат
6. Актюбинский областной акимат
7. Алматинский областной акимат
8. Атырауский областной акимат
9. Восточно-Казахстанский областной акимат
10. Западно-Казахстанский областной акимат
11. Жамбылский областной акимат
12. Жетысуский областной акимат
13. Карагандинский областной акимат
14. Костанайский областной акимат
15. Кызылординский областной акимат
16. Мангистауский областной акимат
17. Туркестанский областной акимат
18. Павлодарский областной акимат
19. Северо-Казахстанский областной акимат
20. Улытауский областной акимат

### Другие центральные органы
1. Администрация президента Казахстана
2. Генеральная прокуратура Казахстана
3. Верховный суд Казахстана
4. Канцелярия Премьер-Министра Республики Казахстан
5. Высшая аудиторская палата Республики Казахстан
6. Центральная избирательная комиссия Республики Казахстан
7. Агентства Казахстана
8. Комитет национальной безопасности Казахстана
9. Управление делами президента Республики Казахстан
10. Генеральный штаб Вооружённых сил Республики Казахстан

### Комитеты Казахстана
57 комитетов на 2023 год.

## Штатная численность
Численность госслужащих на 1 июля 2023 года включая комитеты и территориальные подразделения.
| Наименование госорганов                                                     | Политические служащие | Корпус А | Корпус Б | Всего  |
| --------------------------------------------------------------------------- | --------------------- | -------- | -------- | ------ |
| Аппарат правительства                                                       |                       |          |          | 589    |
| Агентство по делам государственной службы                                   | 4                     | 1        | 557      | 562    |
| Агентство по защите и развитию конкуренции                                  | 4                     | 1        | 380      | 385    |
| Агентство по стратегическому планированию и реформам                        | 5                     | 4        | 2 461    | 2 470  |
| Агентство по противодействию коррупции                                      |                       |          |          | 151    |
| Агентство по финансовому мониторингу                                        |                       |          |          | 417    |
| Агентство по регулированию и развитию финансового рынка                     |                       |          |          |        |
| Высшая аудиторская палата                                                   | 9                     | 1        | 182      | 192    |
| Аппарат Верховного суда                                                     | 5                     |          | 6 238    | 6 243  |
| Управление делами президента                                                | 15                    | 1        | 154      | 170    |
| Центральная избирательная комиссия                                          | 7                     | 1        | 36       | 44     |
| Министерство здравоохранения                                                | 6                     | 3        | 4 920    | 4 929  |
| Министерство иностранных дел                                                | 75                    | 3        | 1 185    | 1 263  |
| Министерство индустрии и инфраструктурного развития                         | 7                     | 8        | 1 353    | 1 368  |
| Министерство информации и общественного развития                            | 5                     | 6        | 278      | 289    |
| Министерство культуры и спорта                                              | 4                     | 5        | 223      | 232    |
| Министерство высшего образования и науки                                    | 4                     | 5        | 222      | 231    |
| Министерство национальной экономики                                         | 6                     | 2        | 763      | 771    |
| Министерство просвещения                                                    | 4                     | 4        | 319      | 327    |
| Министерство сельского хозяйства                                            | 6                     | 4        | 3 440    | 3 450  |
| Министерство торговли и интеграции                                          | 5                     | 4        | 458      | 467    |
| Министерство труда и социальной защиты населения                            | 5                     | 3        | 838      | 846    |
| Министерство финансов                                                       | 6                     | 5        | 15 039   | 15 050 |
| Министерство цифрового развития, инноваций и аэрокосмической промышленности | 6                     | 6        | 345      | 357    |
| Министерство энергетики                                                     | 6                     | 2        | 367      | 375    |
| Министерство экологии и природных ресурсов                                  | 6                     | 5        | 1 316    | 1 327  |
| Министерство юстиции                                                        | 5                     | 1        | 1 551    | 1 557  |
| Министерство внутренних дел                                                 |                       |          |          |        |
| Министерство обороны                                                        |                       |          |          |        |
| Министерство по чрезвычайным ситуациям                                      |                       |          |          |        |

## Национальный состав
На 07.12.2015 казахи составляли 93,4 %, не казахи — 6,6 % всех министров.
На 07.12.2015 казахи составляли 93,4 % от общего числа акимов, не казахи — 6,6 %.

## Зарплата
В 2017 году минимальная зарплата министра в Казахстане составляла — 814 тысяч тенге.
В 2017 году минимальная зарплата акима области в Казахстане составляла 716,8 тысячи тенге.

## Здания
Здания Дома правительства находится на левом берегу возле Акорды.

### Дом министерств
Большинство министерств находится в доме министерств по адресу Астана, Есильский район, пр. Мангилик ел 8. Протяженность здания составляет около 1,5 км. Оно состоит из 20 блоков и имеет ступенчатую форму — от 8 до 10 этажей. Общая площадь объекта — 228 тысяч квадратных метров. Наружные стены — монолитные железобетонные, отделка — кермагранит.
Дом министерств имеет 16 подъездов в 4 блоках (на 2019 год):
- 1 подъезд: Комитет по финансовому мониторингу Минфин РК, Комитет по делам спорта и физической культуры МКС РК, Комитет языковой политики МКС РК, Комитет индустрии туризма МКС РК, Комитет лесного хозяйства и животного мира Минэкол РК, Комитет по водным ресурсам Минэкол РК.
- 2 подъезд: Министерство по чрезвычайным ситуациям
- 3 подъезд: Разные частные и подведомственные организации
- 4 подъезд: Министерство финансов (2-8 этажи), Комитет по статистике МНЭ РК (7-11 этажи), Комитет по регулированию естественных монополий, защите конкуренции и прав потребителей МНЭ РК
- 5 подъезд: Министерство здравоохранения
- 6 подъезд: Министерство труда и социальной защиты
- 7 подъезд: Министерство национальной экономики, Комитет по регулированию естественных монополий, защите конкуренции и прав потребителей МНЭ РК, МИНИСТЕРСТВО ТОРГОВЛИ И ИНТЕГРАЦИИ, Комитет по защите прав потребителей МТИ РК
- 8 подъезд: Деловой дом «Алтын орда»
- 9 подъезд: НАО «Правительство для граждан»
- 10 подъезд: Счетный комитет, Комитет по делам строительства и ЖКХ МИИР РК, Комитет по охране общественного здоровья Минздрав РК, Комитет по регулированию естественных монополий, защите конкуренции и прав потребителей МНЭ РК
- 11 подъезд: Министерство образования и науки
- 12 подъезд: Управление делами президента, Министерство цифрового развития, инноваций и аэрокосмической промышленности (Аэрокосмический комитет)
- 13 подъезд: Министерство юстиции
- 14 подъезд: Комитет экологического регулирования и контроля Минэкол РК
- 15 подъезд: Министерство информации и общественного развития, Министерство культуры и спорта, Комитет атомного и энергетического надзора и контроля Минэнерго РК
- 16 подъезд:[13][14]

### Не в доме министерств
- МИД РК (Есильский район)
- МО РК (Есильский район)
- МЦРИАП РК (Есильский район, ЭКСПО С2.4)
- МВД РК (Алматинский район)
- МЭ РК (Есильский район)
- МПС РК, МТ РК (Есильский район)